# 天子田
天子田（あまこだ）は、愛知県名古屋市守山区にある地名。現行行政地名は天子田一丁目から天子田四丁目。住居表示未実施。

## 地理
愛知県名古屋市守山区南東部に位置する。東は尾張旭市東山町、西は原境町、南は向台、北は元郷・脇田町・今尻町に接する。

## 歴史

### 地名の由来
大字大森の旧字天子田に由来する。字名はかつてこの地に天子田沼と称する沼があったことにちなむという説がある。

### 沿革
- 1982年（昭和57年）12月19日 - 守山区大字大森の一部により、同区天子田として成立[1]。

## 世帯数と人口
2019年（平成31年）4月1日現在の世帯数と人口は以下の通りである。
| 丁目         | 世帯数    | 人口    |
| ------------ | --------- | ------- |
| 天子田一丁目 | 428世帯   | 978人   |
| 天子田二丁目 | 342世帯   | 698人   |
| 天子田三丁目 | 746世帯   | 1,478人 |
| 天子田四丁目 | 64世帯    | 143人   |
| 計           | 1,580世帯 | 3,297人 |

### 人口の変遷
国勢調査による人口の推移
| 1995年（平成7年）  | 4,255人 | [ WEB 6 ]  |  |
| 2000年（平成12年） | 4,065人 | [ WEB 7 ]  |  |
| 2005年（平成17年） | 3,862人 | [ WEB 8 ]  |  |
| 2010年（平成22年） | 3,806人 | [ WEB 9 ]  |  |
| 2015年（平成27年） | 3,504人 | [ WEB 10 ] |  |

## 学区
市立小・中学校に通う場合、学校等は以下の通りとなる。また、公立高等学校に通う場合の学区は以下の通りとなる。
| 丁目         | 番・番地等 | 小学校                 | 中学校               | 高等学校 |
| ------------ | ---------- | ---------------------- | -------------------- | -------- |
| 天子田一丁目 | 全域       | 名古屋市立天子田小学校 | 名古屋市立大森中学校 | 尾張学区 |
| 天子田二丁目 | 全域       | 名古屋市立天子田小学校 | 名古屋市立大森中学校 | 尾張学区 |
| 天子田三丁目 | 全域       | 名古屋市立天子田小学校 | 名古屋市立大森中学校 | 尾張学区 |
| 天子田四丁目 | 全域       | 名古屋市立天子田小学校 | 名古屋市立大森中学校 | 尾張学区 |

## 交通
- 国道302号（名古屋環状2号線）
- 愛知県道59号名古屋中環状線
- 東名高速道路

## 施設
- 愛知県営大森向住宅[3]
- 名古屋市立天子田小学校[3]
- 下市場公園[3]
- 天子田公園

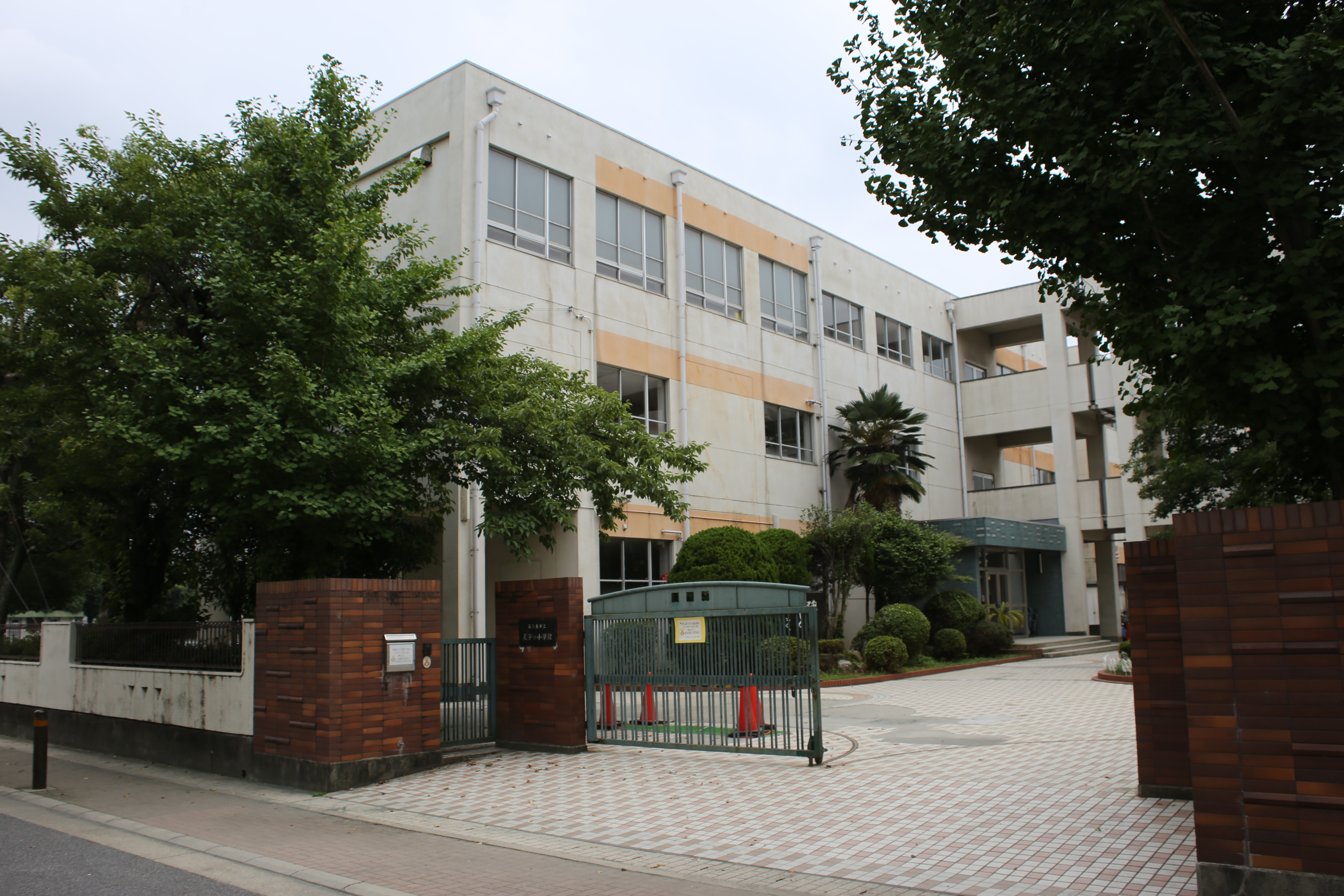
名古屋市立天子田小学校（2016年7月）

## その他

### 日本郵便
- 郵便番号 : 463-0037[WEB 3]（集配局：守山郵便局[WEB 13]）。

### WEB
1. ↑  “愛知県名古屋市守山区の町丁・字一覧”.   人口統計ラボ. 2019年5月8日閲覧。
2. 1 2  “町・丁目(大字)別、年齢(10歳階級)別公簿人口(全市・区別)”.   名古屋市 (2019年4月22日). 2019年4月23日閲覧。
3. 1 2  “郵便番号”.  日本郵便. 2019年3月17日閲覧。
4. ↑  “市外局番の一覧”.   総務省. 2019年1月6日閲覧。
5. ↑  “守山区の町名一覧”.   名古屋市 (2015年10月21日). 2019年5月8日閲覧。
6. ↑  総務省統計局 (2014年3月28日). “平成7年国勢調査の調査結果(e-Stat) - 男女別人口及び世帯数 －町丁・字等”. 2019年3月23日閲覧。
7. ↑  総務省統計局 (2014年5月30日). “平成12年国勢調査の調査結果(e-Stat) - 男女別人口及び世帯数 －町丁・字等”. 2019年3月23日閲覧。
8. ↑  総務省統計局 (2014年6月27日). “平成17年国勢調査の調査結果(e-Stat) - 男女別人口及び世帯数 －町丁・字等”. 2019年3月23日閲覧。
9. ↑  総務省統計局 (2012年1月20日). “平成22年国勢調査の調査結果(e-Stat) - 男女別人口及び世帯数 －町丁・字等”. 2019年3月23日閲覧。
10. ↑  総務省統計局 (2017年1月27日). “平成27年国勢調査の調査結果(e-Stat) - 男女別人口及び世帯数 －町丁・字等”. 2019年3月23日閲覧。
11. ↑  “市立小・中学校の通学区域一覧”.   名古屋市 (2018年11月10日). 2019年1月14日閲覧。
12. ↑  “平成29年度以降の愛知県公立高等学校（全日制課程）入学者選抜における通学区域並びに群及びグループ分け案について”.   愛知県教育委員会 (2015年2月16日). 2019年1月14日閲覧。
13. ↑  “郵便番号簿 2018年度版” (PDF).   日本郵便. 2019年5月8日閲覧。

### 書籍
1. 1 2  名古屋市計画局 1992, p. 861.
2. 1 2  「角川日本地名大辞典」編纂委員会 1989, p. 114.
3. 1 2 3 4  「角川日本地名大辞典」編纂委員会 1989, p. 1556.
4. ↑  名古屋市計画局 1992, p. 602.